# Dana Medřická

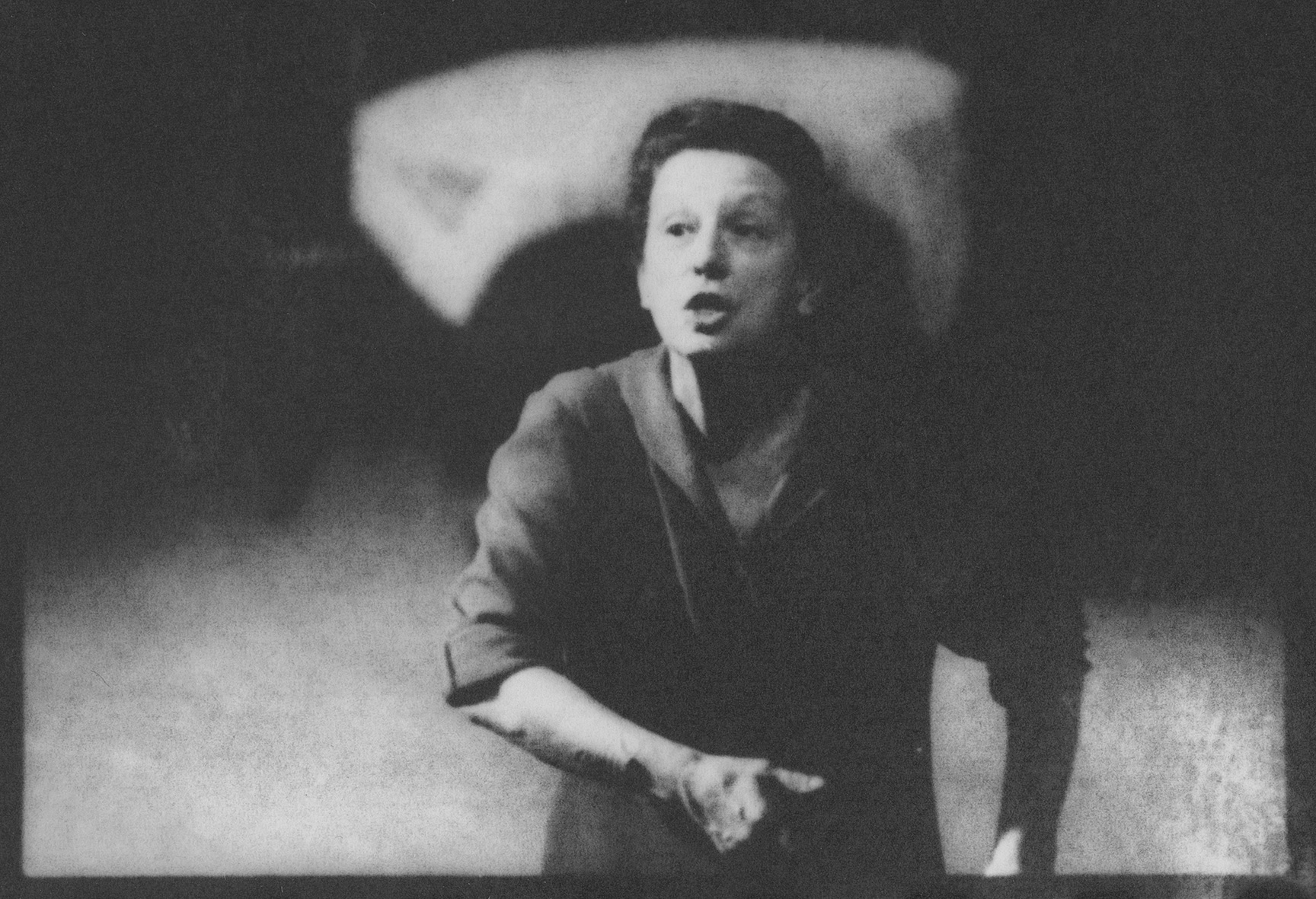
Dana Medřická, 1974

Dana Medřická (Praga, 11 de julio de 1920-ibídem, 21 de enero de 1983) era una actriz checa.

## Biografía
Tras estudiar en una escuela de niñas de Praga, Dana Medřická quiso estudiar actuación en el Conservatorio de Praga en contra de los deseos de su padre. En 1940, abandonó este conservatorio para trabajar con una compañía de Brno, y más tarde actuó en Pilsen y Praga, donde trabajó mucho tiempo en el Teatro Vinohrady.
Al comenzar la década de 1950, empezó a hacer cine y luego televisión. Participó en varias producciones checoslovacas y algunas alemanas, como El día de los idiotas de Werner Schroeter.
De 1945 a su muerte, estuvo casada con el actor Václav Vydra con quien tuvo a su hijo el también actor y llamado como su padre Václav Vydra. Después de la muerte de su marido tras una larga enfermedad, finalmente tuvo una relación con un admirador español con el que se casó en 1981. Murió a la edad de 62 años por complicaciones de un infarto.

## Filmografía seleccionada
- 1952: Mikoláš Aleš
- 1953: Měsíc nad řekou
- 1954: Nejlepší člověk
- 1957: Labakan
- 1959: Ošklivá slečna
- 1960: Lidé jako ty
- 1960: Tři tuny prachu
- 1961: Černá sobota
- 1962: Malý Bobeš
- 1962: Malý Bobeš ve městě
- 1962: Dva z onoho světa
- 1963: Ikarie XB 1
- 1964: Příběh dušičkový
- 1966: Lidé z maringotek
- 1966: Kdo chce zabít Jessii?
- 1976: Der Mädchenkrieg
- 1976: Léto s kovbojem
- 1977: Noc klavíristy
- 1978: Der Schneider von Ulm
- 1981: Tag der Idioten
- 1982: Dívka s mušlí
- 1984: My všichni školou povinní